# Gifford Pinchot

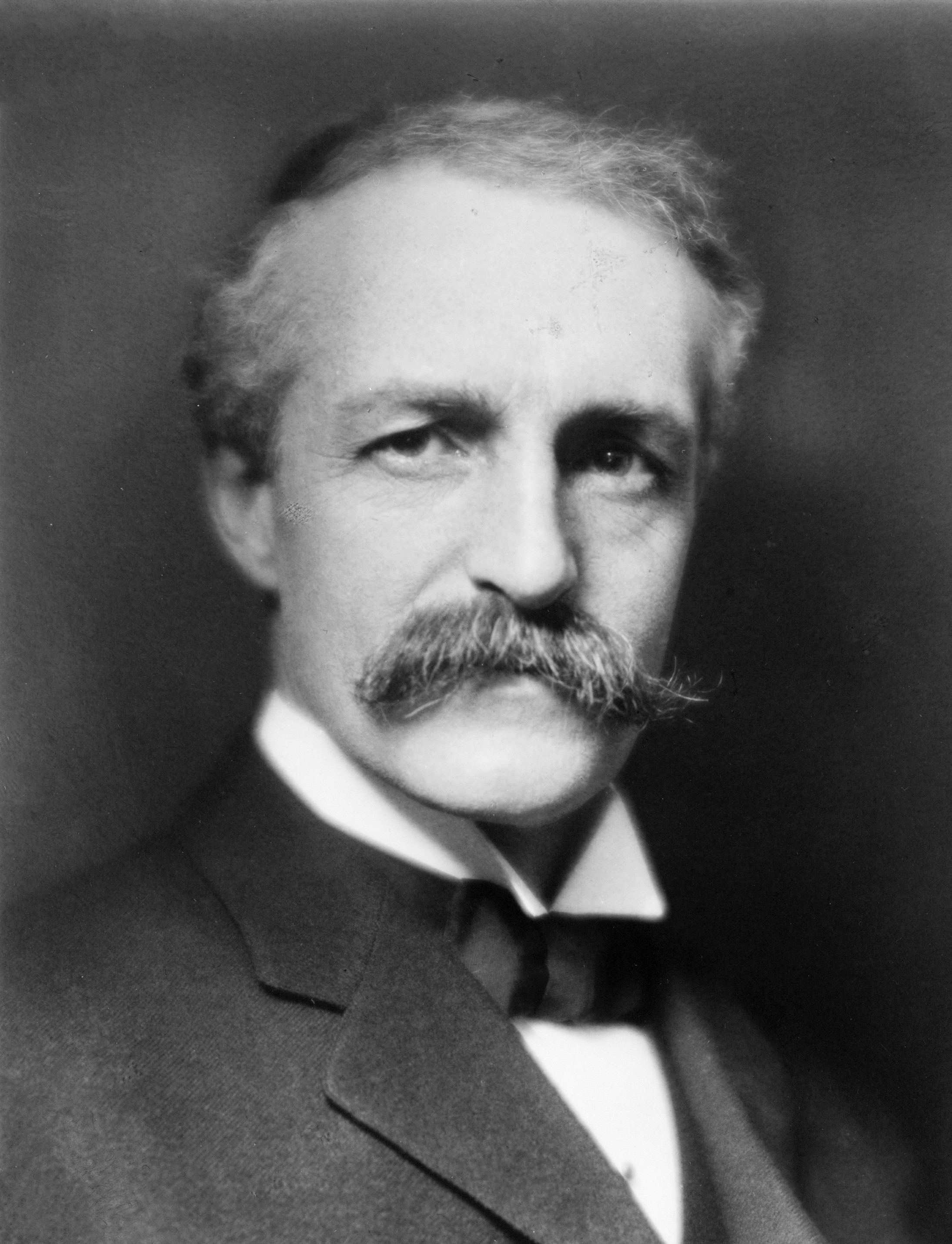
Pinchot in 1909

Gifford Pinchot (Simsbury (Connecticut), 11 augustus 1865 – 4 oktober 1946) was de eerste directeur (Chief) van de United States Forest Service (1905-1910) en de 28e gouverneur van de Amerikaanse staat Pennsylvania (1923-1927, 1931-1935). Hij was een Republikein en Progressief.
Pinchot hervormde het beheer en de ontwikkeling van bosgebieden in de Verenigde Staten. Hij staat bekend als een voorvechter van de bescherming van natuurlijke hulpbronnen door planmatig gebruik en hernieuwing. Bosbeheer stond voor Pinchot in het teken van de "service of man". Daardoor was Pinchot het wel vaker oneens met verschillende andere natuurbeschermers, zoals de meer ecocentrische John Muir.
Pinchot zou de inmiddels gebruikelijke Engelstalige term voor natuurbescherming, conservation (ethic) hebben bedacht.